# Probolus victoriae
Probolus victoriae är en stekelart som beskrevs av Heinrich 1974. Probolus victoriae ingår i släktet Probolus, och familjen brokparasitsteklar. Inga underarter finns listade.